# Soleymieux
Soleymieux is een gemeente in het Franse departement Loire (regio Auvergne-Rhône-Alpes) en telt 565 inwoners (2005). De plaats maakt deel uit van het arrondissement Montbrison.
De dorpskerk werd gebouwd in de vijftiende en zestiende eeuw en werd in de negentiende eeuw vergroot.

## Geografie
De oppervlakte van Soleymieux bedraagt 8,8 km², de bevolkingsdichtheid is 64,2 inwoners per km².
De onderstaande kaart toont de ligging van Soleymieux met de belangrijkste infrastructuur en aangrenzende gemeenten.

## Demografie
Onderstaande figuur toont het verloop van het inwonertal (bron: INSEE-tellingen).

## Geboren
- Joseph Sautel (1880-1955), priester en archeoloog